# Estación de Daumesnil

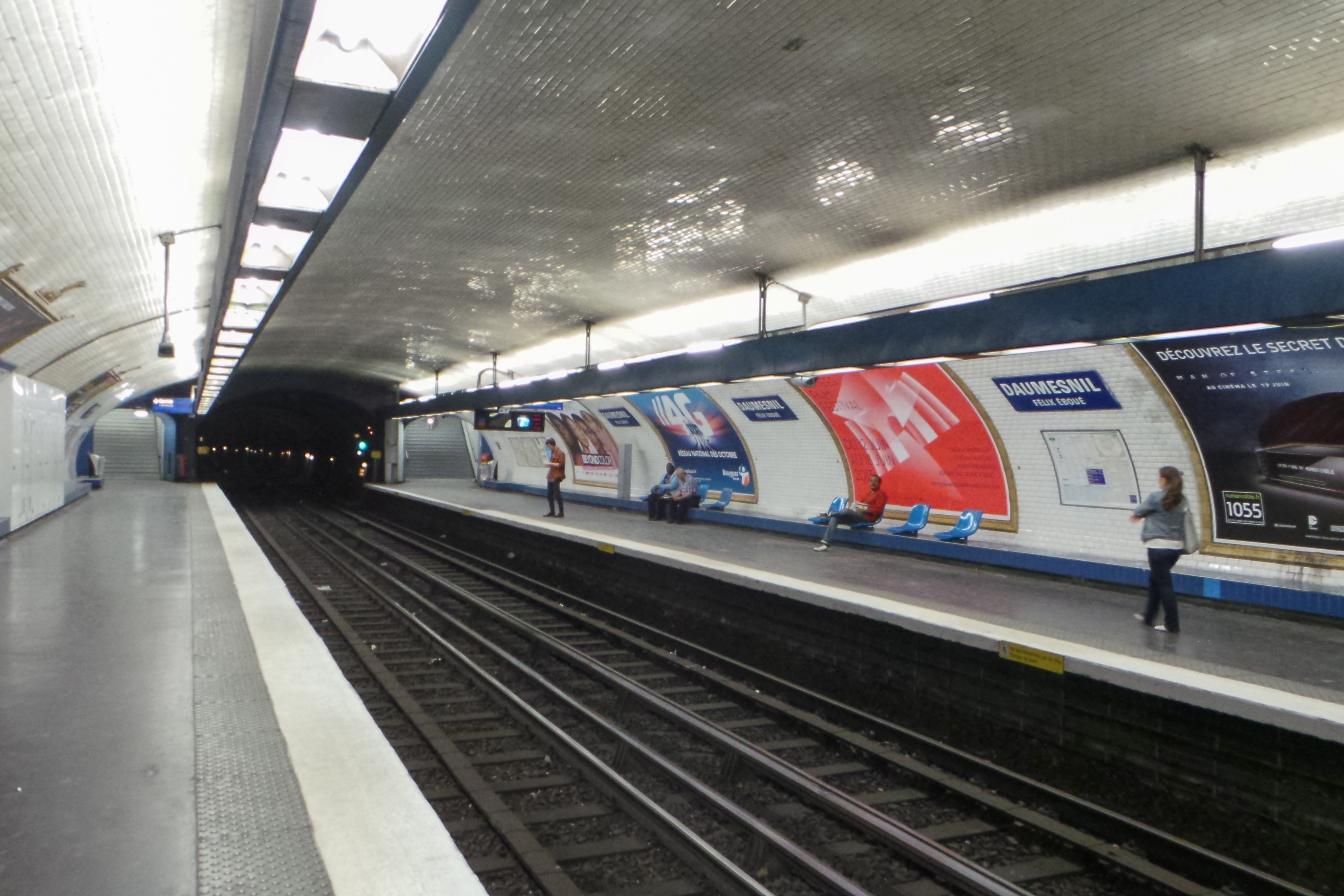
andenes de la estación de la línea 8

La estación de Daumesnil, de su nombre completo Daumesnil - Félix Eboué, es una estación del metro de París situada en el XII Distrito, al sudeste de la capital. Pertenece a las líneas 6 y 8. 

## Historia
La estación fue inaugurada el 1 de marzo de 1909 como parte de la línea 6. La línea 8, por su parte, llegaría el 5 de mayo de 1931.
La estación debe su nombre al general francés Pierre Daumesnil y a Félix Eboué, (1884-1944), administrador colonial y político francés.

## Descripción

### Estación de la línea 6
La estación se compone de dos andenes laterales de 75 metros de longitud y de dos vías.
La estación está diseñada en bóveda elíptica revestida completamente de los clásicos azulejos blancos biselados del metro parisino. La iluminación es de estilo Motte y se realiza con lámparas resguardadas en estructuras rectangulares de color burdeos que sobrevuelan la totalidad de los andenes no muy lejos de las vías.
La señalización, sobre paneles metálicos de color azul y las letras blancas adopta la tipografía Motte.Por último los asientos, que también son de estilo Motte, combinan una larga y estrecha hilera de cemento revestida de azulejos rojos que sirve de banco improvisado con algunos asientos individualizados del mismo color que se sitúan sobre dicha estructura.

### Estación de la línea 8
La estación se compone de dos andenes laterales de 105 metros de longitud y de dos vías.
Como la estación de la línea 6 es una clara muestra del estilo Motte. La única diferencia significativa entre ambas es el color empleado: azul para los asientos y morado para el resto.

## Accesos
La estación dispone de cuatro accesos:
- Acceso 1: a la altura del nº 118 de la calle de Reuilly.
- Acceso 2: a la altura del nº 199 de la avenida Daumesnil.
- Acceso 3: calle Claude Decaen (lado par)
- Acceso 4: calle Claude Decaen (lado impar).